# Băile Puturoasa
Băile Puturoasa (în maghiară Büdössárfürdő) se găsesc la 9 km de localitatea Vama, în județul Satu Mare, la o altitudine 400 m, într-o căldare cu diametrul de 4 km, a unui fost vulcan, în așa-numita microdepresiune Puturoasa, cu o climă blândă.
În jurul băilor se află dealul La Comșa (652m alt.), Muntele Mic (1012m alt.) și Poiana Mesteacănului (723m alt).
Denumirea stațiunii provine de la apa minerală sulfuroasă, care emană în atmosferă hidrogen sulfurat. Apa sulfuroasă este recomandată în tratarea bolilor reumatice. 
Izvoarele de ape minerale nămoloase, bicarbonatate, cloruro-sodice, carbogazoase izoterme au un bogat conținut în hidrogen sulfurat, sulfati, clor, iod, sodiu, potasiu, calciu, magneziu, fier, etc.,  cu indicații terapeutice în afecțiuni reumatismale degenerative cronice, afecțiuni reumatismale abarticulare cronice, afecțiuni posttraumatice ale aparatului locomotor, afecțiuni neurologice periferice cronice, afecțiuni respiratorii si ORL, afecțiuni ginecologice cronice si afecțiuni dermatologice.
Datorită depunerilor de sulf, rocile din zonă au o colorație galben-verzuie.  
Bologa (1998) arată că stațiunea este cunoscută din anul 1836 când, proprietar era contele Vay Gabriel; din anul 1925, a fost cumpărată de diverși particulari, iar din 1949 a intrat în proprietatea statului. Până în anul 1970, când activitatea a fost sistată, stațiunea a fost administrată de Intreprinderea de Gospodărie Regională “Izvoarele”- Baia Mare.
Din dosarele aflate la Arhivele Naționale – Filiala Baia Mare, rezultă că înainte de cel de-al doilea război mondial, Puturoasa era o stațiune relativ modernă, cu cale ferată îngustă, apă potabilă, lumină electrică, restaurant și 26 de camere pentru vizitatori dar, sezonul dura doar două luni și jumătate, timp în care se efectuau circa 1000 de băi calde. În anul 1940, din interese militare, activitatea s-a sistat. În timpul războiului totul s-a distrus. Băile și-au schimbat proprietarul de mai mute ori până ce, după al doilea război mondial, statul a devenit proprietar, iar băile au intrat încet în declin.
Deși într-o monografie de la începutul secolului al XX-lea băile se prezentau ca având nămoluri curative, utile pentru tratarea bolilor reumatice, motiv pentru care în anii 1920-1940 au atras un număr foarte mare de turiști. 
În prezent societatea Puturoasa Spa Center SRL a realizat o investiție, reactivând Băile Puturoasa printr-un centru recreațional in care se pot face bai cu ape sulfuroase. Centrul recreațional dispune bazine cu temperaturi diferite: 
(34°C-36°C; 36°C-38°C) dar se poate opta și pentru băi individuale la vană, sauna cu aburi, saună uscată, sala de jocuri (biliard, ping pong), cafenea și o structură de cazare. 
Tratamentele cu apa sulfuroasa se pot face pe tot parcursul anului, iar orarul de funcționare a Centrului recreațional este:
Luni - Duminică 10.00-21.00
In zona Băilor Puturoasa se pot face drumeții montane prin traseele amenajate în pădurea ce înconjoară stațiunea. 
În anul 2007, drumul forestier cu o lungime de 5,5 km, ce permite accesul la Băile Puturoasa, a fost modernizat printr-un proiect finanțat prin programul SAPARD.